# Cjelolisna ivica
Cjelolisna ivica (vibica, vivica, crljena ivica, lat. Ajuga iva), trajnica iz porodice medićevki raširena po čitavom Mediteranu, na europskoj, afričkoj i azijskoj strani. Hermafrodit, a ime dolazi po rodu ivica Ajuga.
Široko se koristi u marokanskoj farmakopeji kao panacea (univerzalan lijek), posebno za probavne smetnje i dijabetes, te kao anthelmintik. Nisu provedena toksikološka ispitivanja na ovoj biljci.